# Гай Теренцій Туллій Гемін
Гай Теренцій Туллій Гемін (? — після 62) — політичний діяч ранньої Римської імперії, консул-суффект 46 року.

## Життєпис
Походив з роду нобілів Теренціїв. Син Гая Теренція Геміна та Туллії. Замолоду як спадкоємець батька став сенатором. Був прихильником імператора Клавдія. З жовтня до грудня 46 року був консулом-суффектом. Після цього до 54 року обіймав посаду імператорського легата у провінції Мезія. Після смерті Клавдія став підтримував імператора Нерона. У 62 році очолював суд проти критика імператора Авла Дідія Галла Фабріція Вейєнтона. Подальша доля невідома.